# 마르티나 구스만
마르티나 구스만(Martina Gusmán, 1978년 10월 28일 ~ )는 아르헨티나의 배우, 영화 제작자이다. 2011 칸 영화제 경쟁부문 심사단으로 활동하기도 했다.